# Lars
A Lars skandináv férfinév. Jelentése: "az elismert". Azok, akik ezt a nevet viselik, minden év augusztus 10-én ünneplik meg a névnapjukat. 

## Eredete
A homonim etruszk nevet több etruszk király is viselte, később a római Lartia család használta vezetéknévként. Az etruszk név etimológiája ismeretlen.

## Viselői
- „Lars” utónevű személyek szócikkeinek listája a Wikidata alapján